# Tatepeira itu
Tatepeira itu är en spindelart som beskrevs av Levi 1995. Tatepeira itu ingår i släktet Tatepeira och familjen hjulspindlar. Inga underarter finns listade i Catalogue of Life.